# Luigi Lo Cascio
Luigi Lo Cascio (Palermo, 20 ottobre 1967) è un attore e regista italiano di teatro e cinema.

## Biografia
Diplomato al liceo classico Garibaldi di Palermo, subito dopo si iscrive alla facoltà di medicina e chirurgia, ma dopo due anni l'abbandona, per dedicarsi alla recitazione. Inizia con un gruppo di amici, tra cui il fratello Martino, ex membri come lui del CUS Palermo di atletica leggera, formando nel 1986 a Bologna il gruppo di cabaret Le Ascelle, con cui si esibisce in strada in varie città europee per pagarsi i viaggi nei luoghi dove poter assistere ad eventi di atletica. Il suo debutto a teatro è in una piccola parte nell'adattamento di Aspettando Godot di Federico Tiezzi, mentre, nel 1992, si diploma all'Accademia nazionale d'arte drammatica Silvio D'Amico con un saggio su Amleto, diretto dal Maestro Orazio Costa. Nipote da parte materna dell'attore Luigi Maria Burruano, come ha ammesso lo stesso Lo Cascio durante un'intervista a Parla con me, fu proprio lo zio a consigliarlo a Marco Tullio Giordana per il ruolo di Peppino Impastato ne I cento passi.
Dopo aver recitato in due lavori classici: Margherita Gautier e Romeo e Giulietta, diretti da Giuseppe Patroni Griffi, comincia una carriera, teatrale e poi cinematografica. Nel giro di pochi anni è diretto da registi quali Carlo Quartucci in Ager Sanguinis, Elio De Capitani in La sposa di Messina, Roberto Guicciardini ne La morte di Empedocle, La figlia dell'aria, Il figlio di Pulcinella, e da Carlo Cecchi in due allestimenti di Amleto e del Sogno di una notte di mezza estate. Nel 2000 vince il David di Donatello, come migliore attore protagonista per I cento passi, film che rappresenta il suo esordio cinematografico, regia di Marco Tullio Giordana che lo dirigerà in seguito nel pluripremiato La meglio gioventù (2003), che gli varrà il Nastri d'argento 2004, ex aequo con tutti i protagonisti maschili del film. Nel 2001 vince la Coppa Volpi come miglior attore al Festival del cinema di Venezia per Luce dei miei occhi di Giuseppe Piccioni.

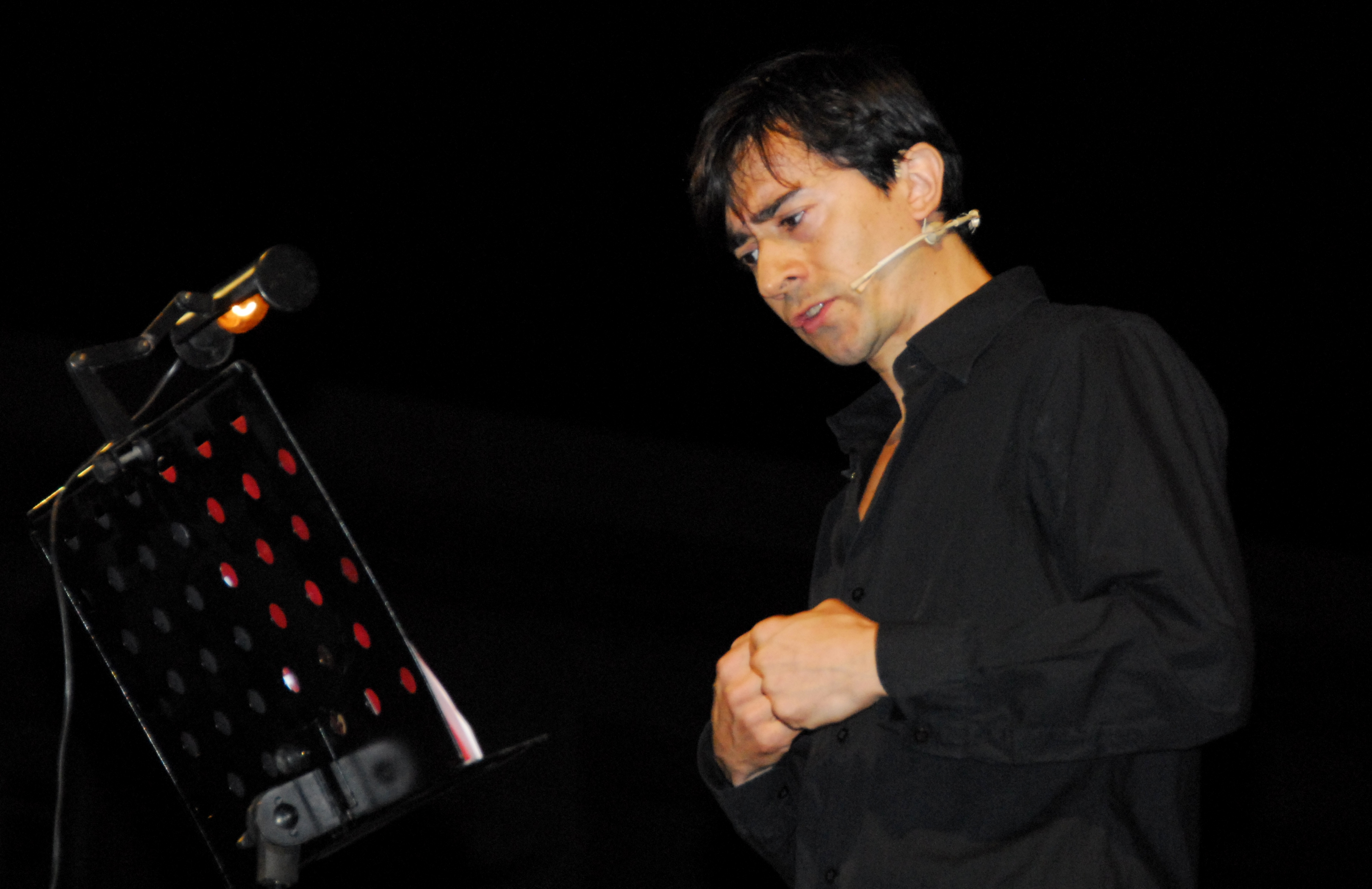
Lo Cascio recita l'orazione civile C'è chi ha brindato e chi no del giornalista Salvo Licata, in ricordo delle stragi di mafia del 1992 (383° Festino di S. Rosalia, 2007, Palermo)

Nel 2005 dirige e interpreta Nella tana, un monologo tratto dall'ultimo racconto di Franz Kafka, La Tana, di cui cura anche la riscrittura e l'adattamento. Per il suddetto spettacolo vince il Premio UBU quale migliore attore. Nel 2006 lavora con Luca Ronconi nello spettacolo Il silenzio dei comunisti, vincendo nuovamente nell'edizione 2006-2007 il Premio UBU sempre come migliore attore protagonista. Tra gli altri suoi maggiori lavori per il grande schermo, ricordiamo: Buongiorno, notte, regia di Marco Bellocchio, La vita che vorrei, regia di Giuseppe Piccioni, La bestia nel cuore, regia di Cristina Comencini, Il dolce e l'amaro, regia di Andrea Porporati, e Sanguepazzo, regia di Marco Tullio Giordana.
Nel 2012 pubblica i testi teatrali La caccia/Nella tana per la Neos Edizioni, a cura di Roberto Rossi Precerutti. Esordisce come regista nel 2012 con La città ideale, film presentato alla 69ª Mostra internazionale d'arte cinematografica di Venezia. Nel 2015 a teatro dirige e interpreta l'Otello di William Shakespeare con Vincenzo Pirrotta, Giovanni Calcagno e Valentina Cenni nel ruolo di Desdemona. Nello stesso anno recita in Il nome del figlio, diretto da Francesca Archibugi, ottenendo una candidatura ai David di Donatello. Nel 2018 il suo esordio narrativo: Ogni ricordo un fiore, edito da Feltrinelli.
Nel 2020 vince sia il David di Donatello per il miglior attore non protagonista che il Nastro d'argento al migliore attore non protagonista per la sua interpretazione nel film Il traditore di Marco Bellocchio. Nel 2022 interpreta lo scrittore e mirmecologo Aldo Braibanti nel film Il signore delle formiche di Gianni Amelio, candidato in concorso alla 79ª Mostra internazionale d'arte cinematografica di Venezia. Dal 2022 al 2024 recita nel ruolo di protagonista nella serie televisiva The Bad Guy, ruolo che gli vale una candidatura ai Nastri d'argento - Grandi Serie.

## Vita privata
Luigi Lo Cascio è sposato con Desideria Rayner, montatrice cinematografica, dalla quale ha avuto due figli.

## Filmografia

### Attore

#### Cinema
- I cento passi, regia di Marco Tullio Giordana (2000)
- Luce dei miei occhi, regia di Giuseppe Piccioni (2001)
- Il più bel giorno della mia vita, regia di Cristina Comencini (2002)
- La meglio gioventù, regia di Marco Tullio Giordana (2003) - Anche miniserie TV - Rai Uno
- Buongiorno, notte, regia di Marco Bellocchio (2003)
- Mio cognato, regia di Alessandro Piva (2003)
- Occhi di cristallo, regia di Eros Puglielli (2004)
- La vita che vorrei, regia di Giuseppe Piccioni (2004)
- La bestia nel cuore, regia di Cristina Comencini (2005)
- Mare nero, regia di Roberta Torre (2006)
- Il dolce e l'amaro, regia di Andrea Porporati (2007)
- Il pacco, regia di Desideria Rayner - cortometraggio (2008)
- Sanguepazzo, regia di Marco Tullio Giordana (2008)
- Miracolo a Sant'Anna, regia di Spike Lee (2008)
- Gli amici del bar Margherita, regia di Pupi Avati (2009)
- Baarìa, regia di Giuseppe Tornatore (2009)
- Noi credevamo, regia di Mario Martone (2010)
- Romanzo di una strage, regia di Marco Tullio Giordana (2012)
- La città ideale, regia di Luigi Lo Cascio (2012)
- Salvo, regia di Fabio Grassadonia e Antonio Piazza (2013)
- Marina, regia di Stijn Coninx (2013)
- Il capitale umano, regia di Paolo Virzì (2014)
- I nostri ragazzi, regia di Ivano De Matteo (2014)
- Asino vola, regia di Marcello Fonte e Paolo Tripodi (2015)
- Il nome del figlio, regia di Francesca Archibugi (2015)
- Smetto quando voglio - Masterclass, regia di Sydney Sibilia (2017)
- Smetto quando voglio - Ad honorem, regia di Sydney Sibilia (2017)
- Il mangiatore di pietre, regia di Nicola Bellucci (2018)
- Il traditore, regia di Marco Bellocchio (2019)
- Lacci, regia di Daniele Luchetti (2020)
- Il signore delle formiche, regia di Gianni Amelio (2022)
- Spaccaossa, regia di Vincenzo Pirrotta (2022)
- La stranezza, regia di Roberto Andò (2022)
- Chiara, regia di Susanna Nicchiarelli (2022)
- Delta, regia di Michele Vannucci (2023)
- Il mestiere, regia di Beppe Tufarulo (2025)

#### Televisione
- Il sogno del maratoneta, regia di Leone Pompucci - Miniserie TV - Rai Uno (2012)
- Il bambino cattivo, regia di Pupi Avati - Film TV - Rai Uno (2013)
- The Bad Guy - Serie TV - Prime Video (2022-2024)

### Regista
- La città ideale (2012)

## Libri
- Ogni ricordo un fiore, Feltrinelli, 2018, ISBN 978-88-07-03310-0
- Storielle per granchi e per scorpioni, Feltrinelli, 2023, ISBN 978-88-07-03541-8

## Premi e riconoscimenti

### Cinema
- Mostra Internazionale d'Arte Cinematografica di Venezia
  - 2001 – Coppa Volpi per la migliore interpretazione maschile per Luce dei miei occhi
- David di Donatello
  - 2001 – Miglior attore per I cento passi
  - 2002 - Candidatura al miglior attore per Luce dei miei occhi
  - 2004 - Candidatura al miglior attore per La meglio gioventù
  - 2013 - Candidatura al miglior regista esordiente per La città ideale
  - 2015 - Candidatura al miglior attore non protagonista per Il nome del figlio
  - 2020 – Miglior attore non protagonista per Il traditore[10]
  - 2023 - Candidatura al miglior attore per Il signore delle formiche
- Nastro d'argento
  - 2004 – Miglior attore protagonista per La meglio gioventù
  - 2019 – Miglior attore non protagonista per Il traditore (con Fabrizio Ferracane)
- Nastri d'argento - Grandi Serie
  - 2025 – Candidatura al miglior attore protagonista per The Bad Guy[11]
- Globo d'oro
  - 2001 – Miglior attore rivelazione per I cento passi
- Ciak d'oro
  - 2004 – Miglior attore protagonista per La meglio gioventù[12]
- European Film Awards
  - 2003 – Candidatura al miglior attore per La meglio gioventù[13]

### Teatro
- Doppio Premio Ubu come miglior attore protagonista con Nella tana di Kafka (da lui anche riscritto e diretto) e Il silenzio dei comunisti, diretto da Luca Ronconi.
- Premio Hystrio all'interpretazione 2008[14]